# Bella ciao
Bella ciao (Italiaans voor: Dag schoonheid) is een Italiaans strijdlied, dat tijdens de Tweede Wereldoorlog in Italië populair werd onder de partizanen die zich verzetten tegen het fascisme en nationaalsocialisme. Het lied is uitgegroeid tot een wereldwijd verzetslied tegen onderdrukkende machten.

## Geschiedenis
De herkomst van Bella ciao is onzeker, als partizanenlied wordt als afkomst de Brigata Maiella genoemd, een verzetsgroep uit de Abruzzen. Mogelijk is het afgeleid van een ouder lied op dezelfde melodie, ook Bella ciao geheten, over de misstanden in de rijstoogst in Noord-Italië in de 19de eeuw, waar vrouwen van lagere stand onder barbaarse omstandigheden slecht betaald seizoenswerk verrichtten. De herkomst van die versie is ook onzeker, ze valt tot verschillende nog oudere liedjes terug te voeren.
Van de melodie van het lied bestaat een opname uit 1919, gemaakt door Mishka Ziganoff. Dit is een Jiddisch lied.
Het lied is in de loop der jaren na de Tweede Wereldoorlog door verschillende artiesten ten gehore gebracht, in meerdere talen. Ook werd het vaak gezongen op internationale communistische jeugdbijeenkomsten. Het was ook een van de strijdliederen van de studentenbeweging van mei 1968. Zangers als Rocco Granata, Yves Montand, Giorgio Gaber, Milva, Manu Chao, Francesco De Gregori, Goran Bregović, Dries Roelvink en Pater Moeskroen hebben uitvoeringen van Bella ciao op hun naam staan.

## Hernieuwde populariteit
In 2018 werd het lied opnieuw bekend door de televisieserie La casa de papel, waarin het lied meervoudig gebruikt werd. Het werd onder andere gezongen door de personages El Profesor en Berlin. Deze versie haalde de vierde positie in Frankrijk. Ook werden er meerdere remakes van gemaakt, waaronder door de Duitse dj Hugel, die op 17 april 2018 een remix uitbracht. Zijn versie haalde de tweede positie in Duitsland, en de dertiende positie in de Vlaamse Ultratop 50. Ook werd het een top 20-hit in Frankrijk, Oostenrijk en Zwitserland. De Franse zangers Naestro, Maître Gims, Vitaa, Dadju en Slimane Nebchi maakten er ook een versie van, die op 19 mei 2018 op de markt gebracht werd. Deze versie werd een enorme hit in Frankrijk, en haalde daar de nummer 1-positie. Het Nederlandse DJ duo Gunz4Hire (Ran-D & Adaro) hebben dit nummer naar een hardstyle versie vertaald, deze versie is populair bij supporters van voetbalclub Willem II. In 2018 werd het nummer eveneens door Jonna Fraser, Young Ellens, Sevn Alias en MocroManiac gesampled in het lied Pray for job.

## Tekst
| Italiaans | Nederlandse bewerking |
| --- | --- |
| Una mattina mi sono alzato, o bella, ciao! bella, ciao! bella, ciao, ciao, ciao! Una mattina mi sono alzato, e ho trovato l'invasor. O partigiano, portami via, o bella, ciao! bella, ciao! bella, ciao, ciao, ciao! O partigiano, portami via, ché mi sento di morir. E se io muoio da partigiano, o bella, ciao! bella, ciao! bella, ciao, ciao, ciao! E se io muoio da partigiano, tu mi devi seppellir. E seppellire lassù in montagna, o bella, ciao! bella, ciao! bella, ciao, ciao, ciao! E seppellire lassù in montagna, sotto l'ombra di un bel fior. E le genti che passeranno, o bella, ciao! bella, ciao! bella, ciao, ciao, ciao! E le genti che passeranno, mi diranno Che bel fior! E questo il fiore del partigiano, o bella, ciao! bella, ciao! bella, ciao, ciao, ciao! E questo il fiore del partigiano, morto per la libertà! | Op een ochtend werd ik wakker, Oh vaarwel schoonheid, vaarwel schoonheid, vaarwel schoonheid, vaarwel, vaarwel! Op een ochtend werd ik wakker, En vond ik de vijand. Oh partizaan, neem mij mee, Oh vaarwel schoonheid, vaarwel schoonheid, vaarwel schoonheid, vaarwel, vaarwel! Oh partizaan, neem mij mee, Want ik voel dat ik snel sterf En als ik sterf als partizaan Oh vaarwel schoonheid, vaarwel schoonheid, vaarwel schoonheid, vaarwel, vaarwel! En als ik sterf als partizaan, Begraaf mij dan En begraaf mij hoog in de heuvels. Oh vaarwel schoonheid, vaarwel schoonheid, vaarwel schoonheid, vaarwel, vaarwel! En begraaf mij hoog in de heuvels in de schaduw van een mooie bloem. In ’t voorbijgaan zeggen straks mensen Oh vaarwel schoonheid, vaarwel schoonheid, vaarwel schoonheid, vaarwel, vaarwel! In ’t voorbijgaan zeggen straks mensen: voor wie bloeit die bloem daar nou? ’t Is de bloem van de partizaan Oh vaarwel schoonheid, vaarwel schoonheid, vaarwel schoonheid, vaarwel, vaarwel! ’t Is de bloem van de partizaan, die voor de vrijheid viel! |